# Penoje
Penoje – wieś w Słowenii, w gminie Slovenske Konjice. W 2018 roku liczyła 36 mieszkańców.